# 1. česká hokejová liga 2003/2004
1. česká hokejová liga 2003/2004 byla 11. ročníkem druhé nejvyšší české hokejové soutěže.

## Fakta
- 11. ročník samostatné druhé nejvyšší české hokejové soutěže
- V prolínací extraligové kvalifikaci uspěla HC Dukla Jihlava (vítěz 1. ligy) proti HC České Budějovice (sestupující z extraligy) - 4:0 na zápasy
- V prolínací baráži o 1. hokejovou ligu se udržela HC Kometa Brno, zatímco HC Prostějov sestoupil do 2. ligy. Do dalšího ročníku 1. ligy postoupila HC Sareza Ostrava.

### Systém soutěže
Všech 14 týmů se nejprve utkalo v základní části dvoukolově každý s každým a následně všechny sudé týmy se všemi lichými týmy doma a venku. Osm nejlepších týmů postoupilo do play-off, které se hrálo na 3 vítězné zápasy. Vítěz finále play off postoupil do baráže o extraligu s nejhorším extraligovým celkem.
Týmy, které skončily na 11. až 14. místě, hrály dvoukolově o udržení. Nejhorší dva celky této skupiny musely svoji prvoligovou příslušnost hájit v pětičlenné baráži o první ligu, do které postoupily nejlepší tři týmy 2. ligy.

## Základní část

### Konečná tabulka
| Vysvětlivka                   |
| ----------------------------- |
| Postup do čtvrtfinále playoff |
| Sezóna pro daný tým skončila  |
| Účastník play out             |

| Poř. | Tým                      | Z  | V  | VP | R | PP | P  | Skóre   | B  |
| ---- | ------------------------ | -- | -- | -- | - | -- | -- | ------- | -- |
| 1    | HC Berounští Medvědi     | 40 | 24 | 4  | 2 | 1  | 9  | 114:76  | 83 |
| 2    | KLH Chomutov             | 40 | 25 | 1  | 3 | 1  | 10 | 153:98  | 81 |
| 3    | HC Dukla Jihlava         | 40 | 22 | 4  | 3 | 1  | 10 | 129:99  | 78 |
| 4    | HC Slovan Ústečtí Lvi    | 40 | 23 | 2  | 1 | 1  | 13 | 131:93  | 75 |
| 5    | HC Olomouc               | 40 | 17 | 5  | 4 | 1  | 13 | 110:98  | 66 |
| 6    | HC VČE Hradec Králové    | 40 | 18 | 2  | 2 | 2  | 16 | 134:112 | 62 |
| 7    | SK Horácká Slavia Třebíč | 40 | 16 | 1  | 5 | 3  | 15 | 114:110 | 58 |
| 8    | BK Mladá Boleslav        | 40 | 15 | 2  | 4 | 4  | 15 | 103:102 | 57 |
| 9    | SK Kadaň                 | 40 | 14 | 2  | 6 | 3  | 15 | 112:109 | 55 |
| 10   | HC Havířov Panthers      | 40 | 12 | 1  | 5 | 3  | 19 | 107:133 | 46 |
| 11   | HC Prostějov             | 40 | 12 | 1  | 2 | 3  | 22 | 95:126  | 43 |
| 12   | IHC Písek                | 40 | 10 | 2  | 4 | 2  | 22 | 94:127  | 40 |
| 13   | HC Slezan Opava          | 40 | 7  | 3  | 7 | 5  | 18 | 92:134  | 39 |
| 14   | HC Kometa Brno           | 40 | 10 | 0  | 2 | 0  | 28 | 84:155  | 32 |

### Hráčské statistiky

#### Kanadské bodování
Toto je konečné pořadí hráčů podle dosažených bodů. Za jeden vstřelený gól nebo přihrávku na gól hráč získal jeden bod.
| Poř. | Hráč                | Tým                                      | Z  | G  | A  | B  | TM  | +/- |
| ---- | ------------------- | ---------------------------------------- | -- | -- | -- | -- | --- | --- |
| 1.   | Petr Kaňkovský      | HC Dukla Jihlava                         | 51 | 22 | 50 | 72 | 58  | 25  |
| 2.   | Oldřich Bakus       | HC Dukla Jihlava                         | 52 | 30 | 21 | 51 | 56  | 14  |
| 3.   | Václav Eiselt       | HC Berounští Medvědi                     | 45 | 27 | 24 | 51 | 132 | 21  |
| 4.   | Michal Jeslínek     | KLH Chomutov                             | 41 | 24 | 24 | 48 | 39  | 20  |
| 5.   | Radek Šíp           | KLH Chomutov                             | 48 | 22 | 24 | 46 | 97  | 18  |
| 6.   | Petr Jíra           | KLH Chomutov                             | 48 | 24 | 21 | 45 | 26  | 18  |
| 7.   | Jaroslav Roubík     | HC VČE Hradec Králové                    | 40 | 17 | 28 | 45 | 51  | 9   |
| 8.   | Michal Kaňka        | HC Slezan Opava SK Horácká Slavia Třebíč | 45 | 21 | 22 | 43 | 34  | -2  |
| 9.   | Stanislav Stavenský | SK Kadaň                                 | 40 | 16 | 27 | 43 | 96  | 8   |
| 10.  | Jiří Kuchler        | SK Kadaň                                 | 40 | 14 | 28 | 42 | 14  | 8   |

#### Hodnocení brankářů
Toto je konečné pořadí nejlepších deset brankářů.
| Poř. | Hráč             | Tým                      | Z  | MIN  | OG  | PZ   | PS   | POG  | Úsp%  |
| ---- | ---------------- | ------------------------ | -- | ---- | --- | ---- | ---- | ---- | ----- |
| 1.   | Kamil Jarina     | KLH Chomutov             | 17 | 1020 | 21  | 534  | 555  | 1.24 | 96.22 |
| 2.   | Petr Svoboda     | HC Olomouc               | 33 | 1882 | 67  | 1062 | 1129 | 2.14 | 94.07 |
| 3.   | Miroslav Kopřiva | HC Berounští Medvědi     | 31 | 1837 | 58  | 790  | 848  | 1.89 | 93.16 |
| 4.   | Jaroslav Suchan  | HC Dukla Jihlava         | 45 | 2510 | 97  | 1293 | 1390 | 2.32 | 93.02 |
| 5.   | Filip Luňák      | SK Horácká Slavia Třebíč | 33 | 1958 | 79  | 1007 | 1086 | 2.42 | 92.73 |
| 6.   | Lukáš Sáblík     | HC Slovan Ústí nad Labem | 42 | 2256 | 88  | 1065 | 1153 | 2.34 | 92.37 |
| 7.   | Filip Šindelář   | BK Mladá Boleslav        | 42 | 2509 | 106 | 1275 | 1381 | 2.53 | 92.32 |
| 8.   | Martin Vojtek    | HC Havířov Panthers      | 23 | 1296 | 63  | 743  | 806  | 2.92 | 92.18 |
| 9.   | Pavel Maláč      | LHK Jestřábi Prostějov   | 29 | 1663 | 74  | 859  | 933  | 2.67 | 92.07 |
| 10.  | Michal Fikrt     | KLH Chomutov             | 42 | 2350 | 111 | 1225 | 1336 | 2.83 | 91.69 |

## Vyřazovací boje
|  | Čtvrtfinále              | Čtvrtfinále           |                      |   | Semifinále | Semifinále |  |  | Finále | Finále |
|  |                          |                       |                      |   |            |            |  |  |        |        |
|  |                          |                       |                      |   |            |            |  |  |        |        |
|  | HC Berounští Medvědi     | 3                     |                      |   |            |            |  |  |        |        |
|  | HC Berounští Medvědi     | 3                     |                      |   |            |            |  |  |        |        |
|  | BK Mladá Boleslav        | 0                     |                      |   |            |            |  |  |        |        |
|  | BK Mladá Boleslav        | 0                     | HC Berounští Medvědi | 3 |            |            |  |  |        |        |
|  |                          |                       | HC Berounští Medvědi | 3 |            |            |  |  |        |        |
|  |                          | HC Slovan Ústečtí Lvi | 0                    |   |            |            |  |  |        |        |
|  | HC Slovan Ústečtí Lvi    | HC Slovan Ústečtí Lvi | 0                    | 3 |            |            |  |  |        |        |
|  | HC Slovan Ústečtí Lvi    |                       |                      | 3 |            |            |  |  |        |        |
|  | HC Olomouc               | 2                     |                      |   |            |            |  |  |        |        |
|  | HC Olomouc               | 2                     | HC Berounští Medvědi | 2 |            |            |  |  |        |        |
|  |                          |                       | HC Berounští Medvědi | 2 |            |            |  |  |        |        |
|  |                          | HC Dukla Jihlava      | 3                    |   |            |            |  |  |        |        |
|  | KLH Chomutov             | HC Dukla Jihlava      | 3                    | 3 |            |            |  |  |        |        |
|  | KLH Chomutov             |                       |                      | 3 |            |            |  |  |        |        |
|  | SK Horácká Slavia Třebíč | 2                     |                      |   |            |            |  |  |        |        |
|  | SK Horácká Slavia Třebíč | 2                     | KLH Chomutov         | 1 |            |            |  |  |        |        |
|  |                          |                       | KLH Chomutov         | 1 |            |            |  |  |        |        |
|  |                          | HC Dukla Jihlava      | 3                    |   |            |            |  |  |        |        |
|  | HC Dukla Jihlava         | HC Dukla Jihlava      | 3                    | 3 |            |            |  |  |        |        |
|  | HC Dukla Jihlava         |                       |                      | 3 |            |            |  |  |        |        |
|  | HC VČE Hradec Králové    | 0                     |                      |   |            |            |  |  |        |        |
|  | HC VČE Hradec Králové    | 0                     |                      |   |            |            |  |  |        |        |

## Čtvrtfinále
- HC Berounští Medvědi - BK Mladá Boleslav 3:0 (5:3, 5:1, 3:2 SN)
- KLH Chomutov - SK Horácká Slavia Třebíč 3:2 (9:2, 4:6, 2:4, 3:1, 2:1)
- HC Dukla Jihlava - HC VČE Hradec Králové 3:0 (2:0, 5:1, 5:4 SN)
- HC Slovan Ústečtí Lvi - HC Olomouc 3:2 (7:2, 1:2, 3:6, 4:1, 3:0)

## Semifinále
- KLH Chomutov - HC Dukla Jihlava 1:3 (1:2, 1:4, 3:2 SN, 1:7)
- HC Berounští Medvědi - HC Slovan Ústečtí Lvi 3:0 (1:0 SN, 4:0, 4:3)

## Finále
- HC Berounští Medvědi - HC Dukla Jihlava 2:3 (0:1, 5:2, 1:4, 5:2, 1:4)

Dukla Jihlava postoupila do baráže o extraligu, kde porazila HC České Budějovice 4:0 na zápasy.

## Skupina o udržení
| Poř. | Tým             | Z  | V  | VP | R | PP | P  | Skóre   | B  |
| ---- | --------------- | -- | -- | -- | - | -- | -- | ------- | -- |
| 11   | HC Slezan Opava | 46 | 11 | 3  | 8 | 5  | 19 | 111:143 | 52 |
| 12   | IHC Písek       | 46 | 14 | 2  | 4 | 2  | 24 | 111:141 | 52 |
| 13   | HC Prostějov    | 46 | 14 | 1  | 3 | 3  | 25 | 107:140 | 50 |
| 14   | HC Kometa Brno  | 46 | 11 | 0  | 2 | 0  | 33 | 93:175  | 35 |

- Do skupiny o udržení se započítávaly i všechny výsledky ze základní části.
- Týmy Prostějova a Komety Brno musely svoji prvoligovou příslušnost obhajovat v baráži.

## Baráž o 1. ligu
| Poř. | Tým                          | Z | V | VP | R | PP | P | Skóre | B  |
| ---- | ---------------------------- | - | - | -- | - | -- | - | ----- | -- |
| 1    | HC Kometa Brno               | 7 | 5 | 0  | 0 | 1  | 1 | 23:16 | 16 |
| 2    | HC Sareza Ostrava            | 7 | 4 | 1  | 1 | 0  | 1 | 23:14 | 15 |
| 3    | KLH Vajgar Jindřichův Hradec | 7 | 3 | 0  | 1 | 0  | 3 | 13:16 | 10 |
| 4    | SK HC Baník Most             | 8 | 2 | 0  | 3 | 0  | 3 | 17:18 | 9  |
| 5    | HC Prostějov                 | 7 | 0 | 0  | 1 | 0  | 6 | 13:25 | 1  |

Vzhledem k tomu, že již bylo jasno o postupujících, tak se poslední kolo již nedohrávalo.
- HC Kometa Brno si uhájila prvoligovou příslušnost, zatímco HC Prostějov sestoupil do 2. ligy. Do dalšího ročníku 1. ligy postoupila HC Sareza Ostrava.